# Airmyn
Airmyn är en ort och civil parish i Storbritannien.   Den ligger i kommunen East Riding of Yorkshire och riksdelen England, i den centrala delen av landet, 250 km norr om huvudstaden London. Airmyn ligger 5 meter över havet och antalet invånare är 768.
Terrängen runt Airmyn är mycket platt. Runt Airmyn är det ganska tätbefolkat, med 155 invånare per kvadratkilometer. Närmaste större samhälle är Goole, 2,4 km sydost om Airmyn. Trakten runt Airmyn består till största delen av jordbruksmark.